# Перстень Борджа
«Перстень Борджа» (чеш. Prsten Borgiů) — авантюрно-исторический роман чешского писателя Владимира Неффа, впервые опубликованный в 1975 году. Вторая часть трилогии о Петре Кукане, продолжение романа «У королев не бывает ног». Позже вышла последняя часть цикла, «Прекрасная чародейка».

## Сюжет
Действие романа происходит в в начале XVII века, накануне Тридцатилетней войны, в разных странах Европы. Главный герой — чех Пётр Кукань, искатель приключений, считающий своими идеалами справедливость и свободу и стремящийся облагодетельствовать весь мир. Продолжая борьбу со своим заклятым врагом Гамбарини, он ненадолго становится узником Бастилии и замка Иф, сражается с капитаном королевских мушкетёров де Тревилем. Кукань ненадолго обретает философский камень, создаёт собственное княжество в Италии, попадает в плен к османам и становится рабом. Ему удаётся снова возвыситься благодаря браку, но его покровителя султана неожиданно убивает безумный брат.
«Перстень Борджа» стал продолжением романа «У королев не бывает ног» (1973). В 1980 году вышла заключительная часть цикла — «Прекрасная чародейка».

## Восприятие
«Перстень Борджа» имел большой успех у широкой публики. Критики отмечают, что эта книга может принести удовольствие читателю, но при этом её нельзя безоговорочно отнести к историческим романам из-за пародийного элемента. Нефф здесь прибегает к нарочитым анахронизмам, использует сказочные мотивы и литературные реминисценции, создавая в постмодернстских традициях явно фиктивный мир. При этом с внешней комедийностью соседствует глубинный трагизм.
Официальные литературные критики коммунистической Чехословакии высоко оценили всю трилогию Неффа за «гуманистический пафос», за «предупреждение об ответственности учёных за свои изобретения», «антивоенную» и «антибуржуазную» направленность. Позже появилось мнение, что Нефф, создавая этот цикл, искал идеологическую «отдушину» в период «нормализации» или просто занимался литературной игрой, пародируя бульварное чтиво.